# Angelo Costanzo
Angelo Costanzo (Adelaide, 9 maggio 1976) è un ex calciatore australiano, di origini italiane, di ruolo difensore.

## Palmarès
- South Australian Player of the Year: 1

Salisbury: 1993
- Campionato australiano: 1

2005-2006
- 2006 Pre-Season Cup Champions: 2

2006, 2007

## Statistiche

### Cronologia presenze e reti in nazionale
| Cronologia completa delle presenze e delle reti in nazionale ― Australia | Cronologia completa delle presenze e delle reti in nazionale ― Australia | Cronologia completa delle presenze e delle reti in nazionale ― Australia | Cronologia completa delle presenze e delle reti in nazionale ― Australia | Cronologia completa delle presenze e delle reti in nazionale ― Australia | Cronologia completa delle presenze e delle reti in nazionale ― Australia | Cronologia completa delle presenze e delle reti in nazionale ― Australia | Cronologia completa delle presenze e delle reti in nazionale ― Australia |
| Data                                                                     | Città                                                                    | In casa                                                                  | Risultato                                                                | Ospiti                                                                   | Competizione                                                             | Reti                                                                     | Note                                                                     |
| ------------------------------------------------------------------------ | ------------------------------------------------------------------------ | ------------------------------------------------------------------------ | ------------------------------------------------------------------------ | ------------------------------------------------------------------------ | ------------------------------------------------------------------------ | ------------------------------------------------------------------------ | ------------------------------------------------------------------------ |
| 28-2-2001                                                                | Bogotà                                                                   | Colombia                                                                 | 3 – 2                                                                    | Australia                                                                | Amichevole                                                               | -                                                                        | 74’                                                                      |
| 15-8-2001                                                                | Fukuroi                                                                  | Giappone                                                                 | 3 – 0                                                                    | Australia                                                                | Amichevole                                                               | -                                                                        | 61’ 90+1’                                                                |
| 8-7-2002                                                                 | Auckland                                                                 | Australia                                                                | 11 – 0                                                                   | Nuova Caledonia                                                          | Coppa d'Oceania 2002 - 1º turno                                          | 1                                                                        |                                                                          |
| 10-7-2002                                                                | Auckland                                                                 | Australia                                                                | 8 – 0                                                                    | Figi                                                                     | Coppa d'Oceania 2002 - 1º turno                                          | -                                                                        | 52’                                                                      |
| 12-7-2002                                                                | Auckland                                                                 | Australia                                                                | 2 – 1 dts                                                                | Tahiti                                                                   | Coppa d'Oceania 2002 - Semifinale                                        | -                                                                        | 82’                                                                      |
| 14-7-2002                                                                | Auckland                                                                 | Nuova Zelanda                                                            | 1 – 0                                                                    | Australia                                                                | Coppa d'Oceania 2002 - Finale                                            | -                                                                        |                                                                          |
| Totale                                                                   |                                                                          | Presenze                                                                 | 6                                                                        |                                                                          | Reti                                                                     | 1                                                                        |                                                                          |